# Football Club Baník Ostrava 1993-1994
Questa voce raccoglie le informazioni riguardanti il Football Club Baník Ostrava nelle competizioni ufficiali della stagione 1993-1994.

## Rosa
| N. |                      | Ruolo | Calciatore         |
| -- | -------------------- | ----- | ------------------ |
|    | Rep. Ceca (bandiera) | P     | Tomás Bernády      |
|    | Rep. Ceca (bandiera) | D     | Jaroslav Schindler |
|    | Rep. Ceca (bandiera) | D     | Pavel Kubánek      |
|    | Rep. Ceca (bandiera) | D     | Tomáš Řepka        |
|    | Rep. Ceca (bandiera) | D     | Petr Veselý        |
|    | Rep. Ceca (bandiera) | C     | Petr Ruman         |
|    | Rep. Ceca (bandiera) | C     | Jiří Casko         |

| N. |                      | Ruolo | Calciatore     |
| -- | -------------------- | ----- | -------------- |
|    | Rep. Ceca (bandiera) | C     | Martin Cisek   |
|    | Rep. Ceca (bandiera) | C     | Milan Duhan    |
|    | Rep. Ceca (bandiera) | C     | Tomáš Galásek  |
|    | Rep. Ceca (bandiera) | C     | Viliam Hýravý  |
|    | Rep. Ceca (bandiera) | C     | Libor Sionko   |
|    | Rep. Ceca (bandiera) | C     | Radek Slončík  |
|    | Rep. Ceca (bandiera) | A     | Marek Poštulka |